# Burkea africana
Espèce
Burkea africana est une espèce de plantes à fleurs de la famille des Fabaceae et du genre Burkea. C'est un arbre tropical très répandu en Afrique subsaharienne.

## Description

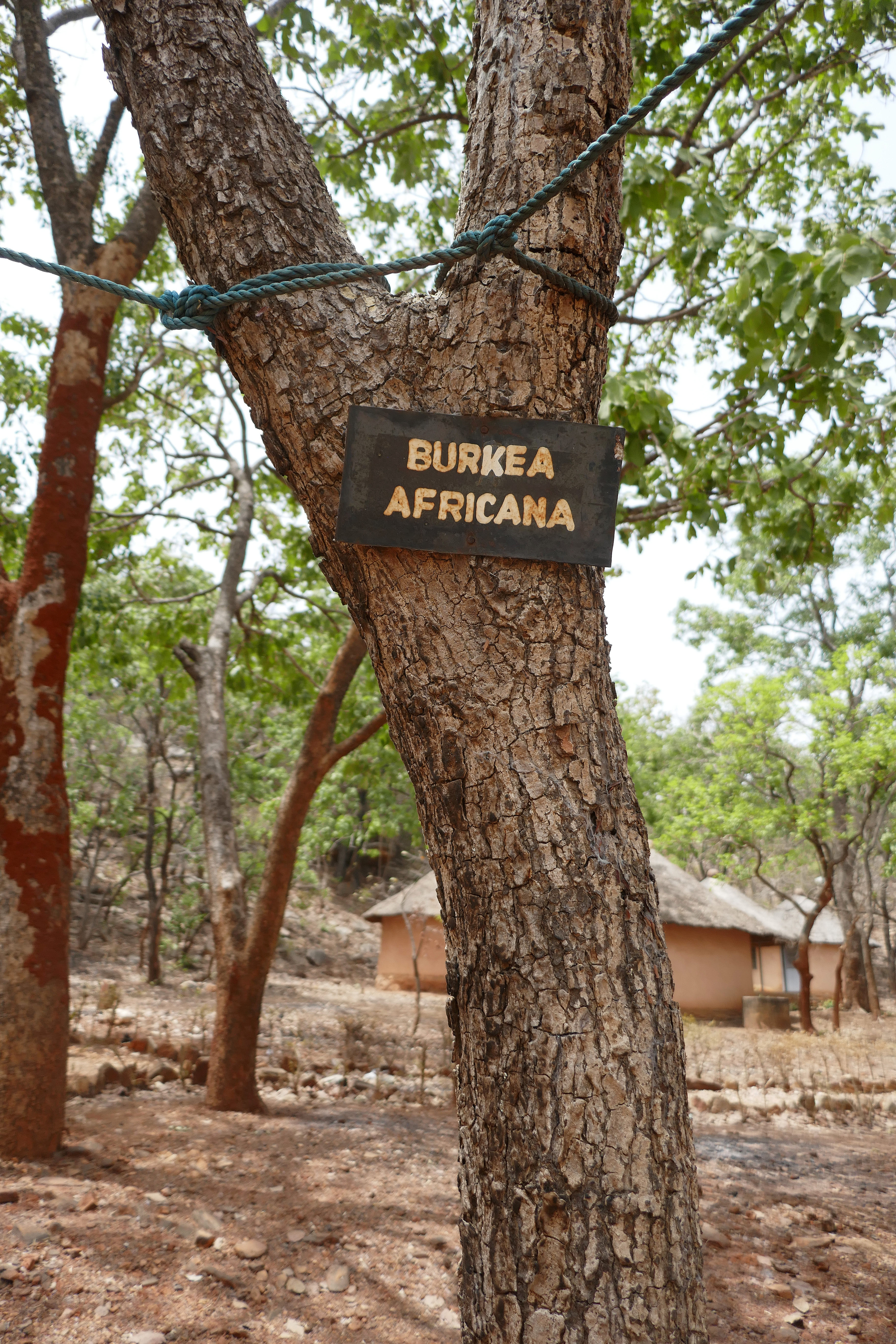
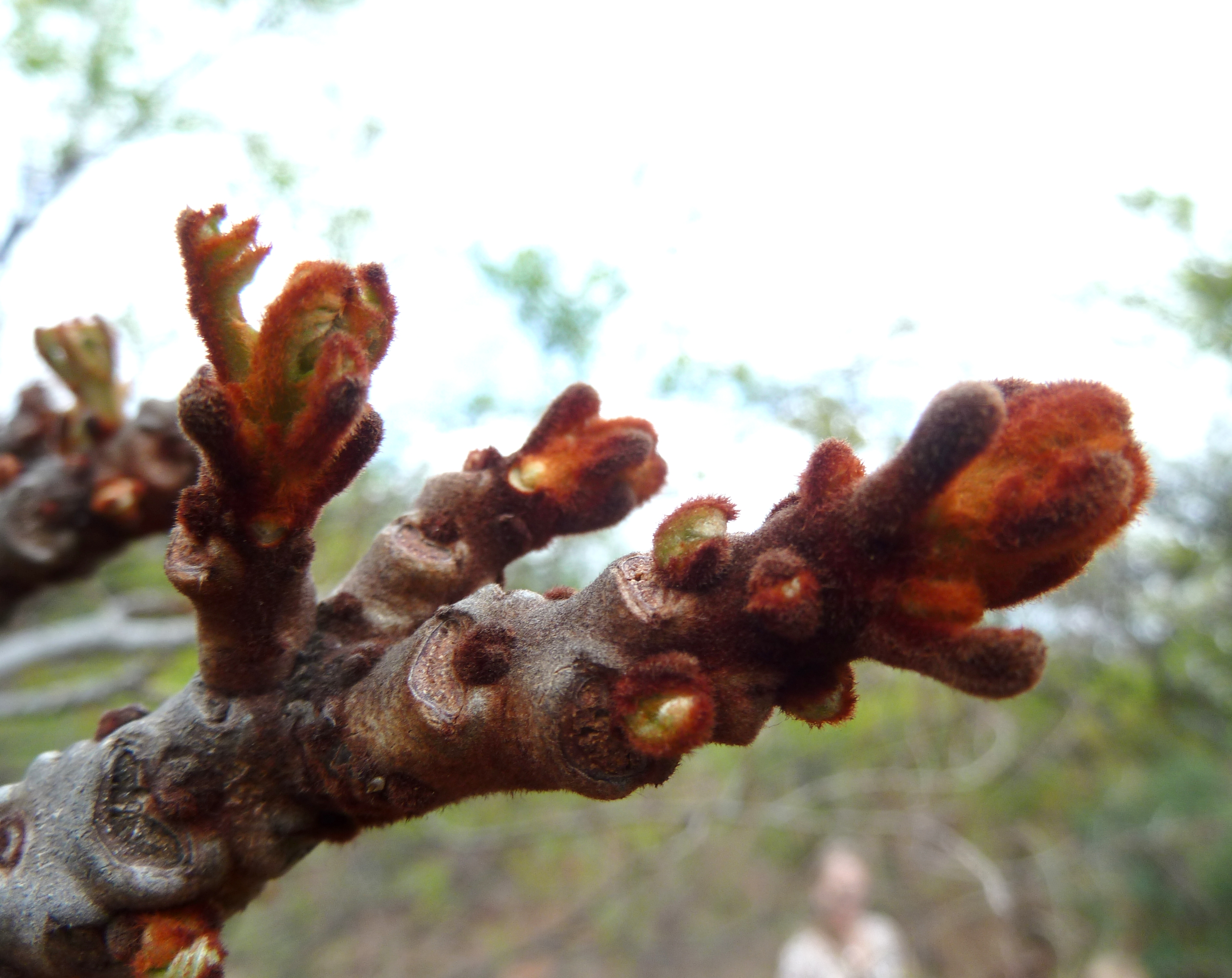
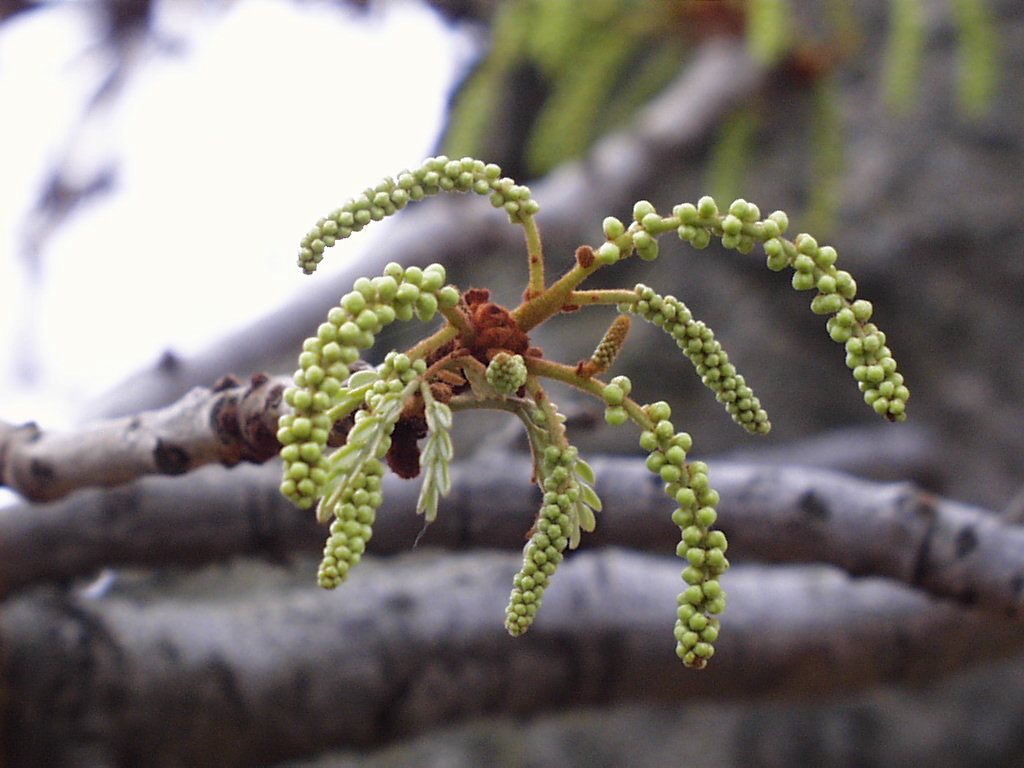
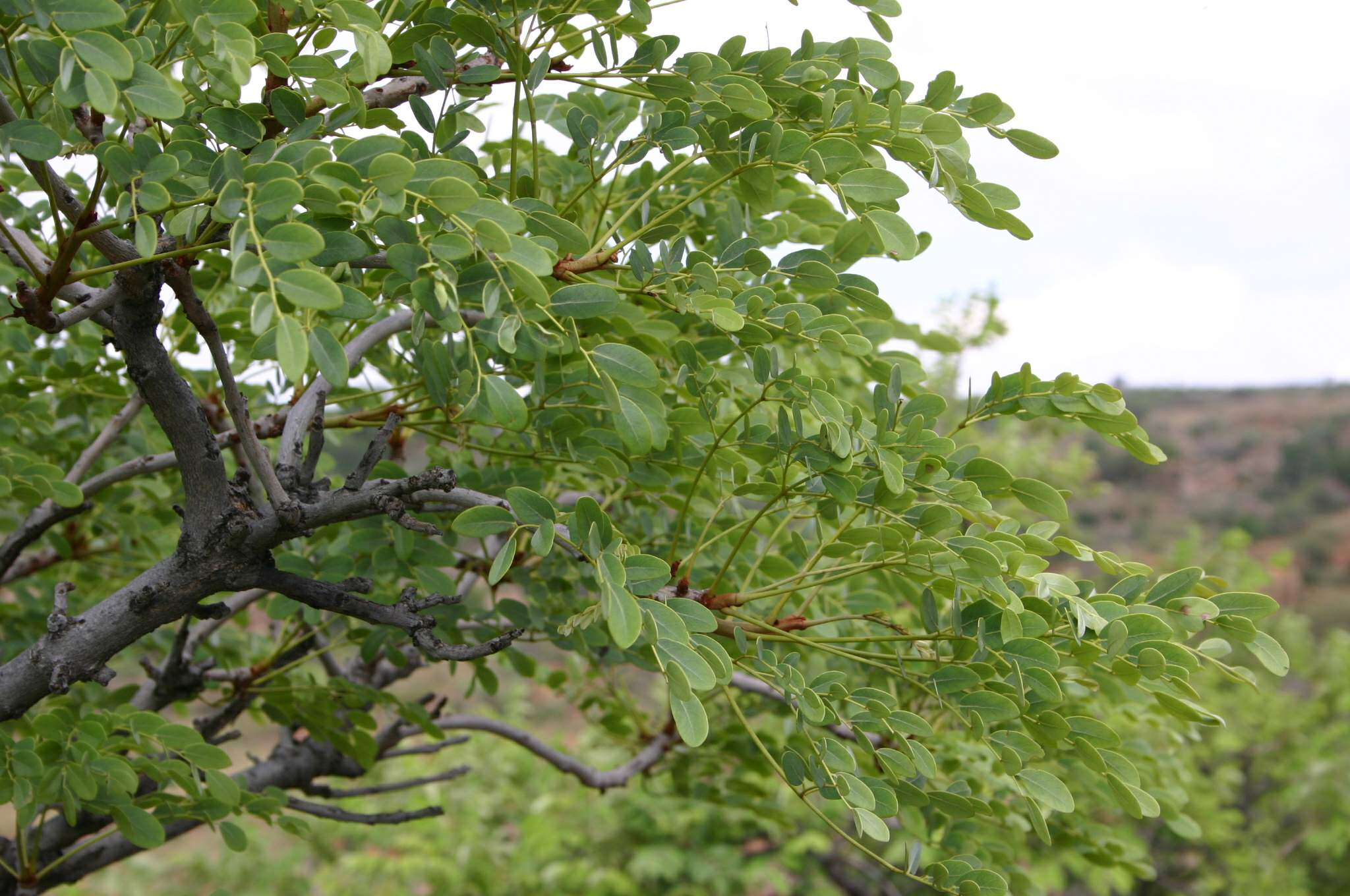
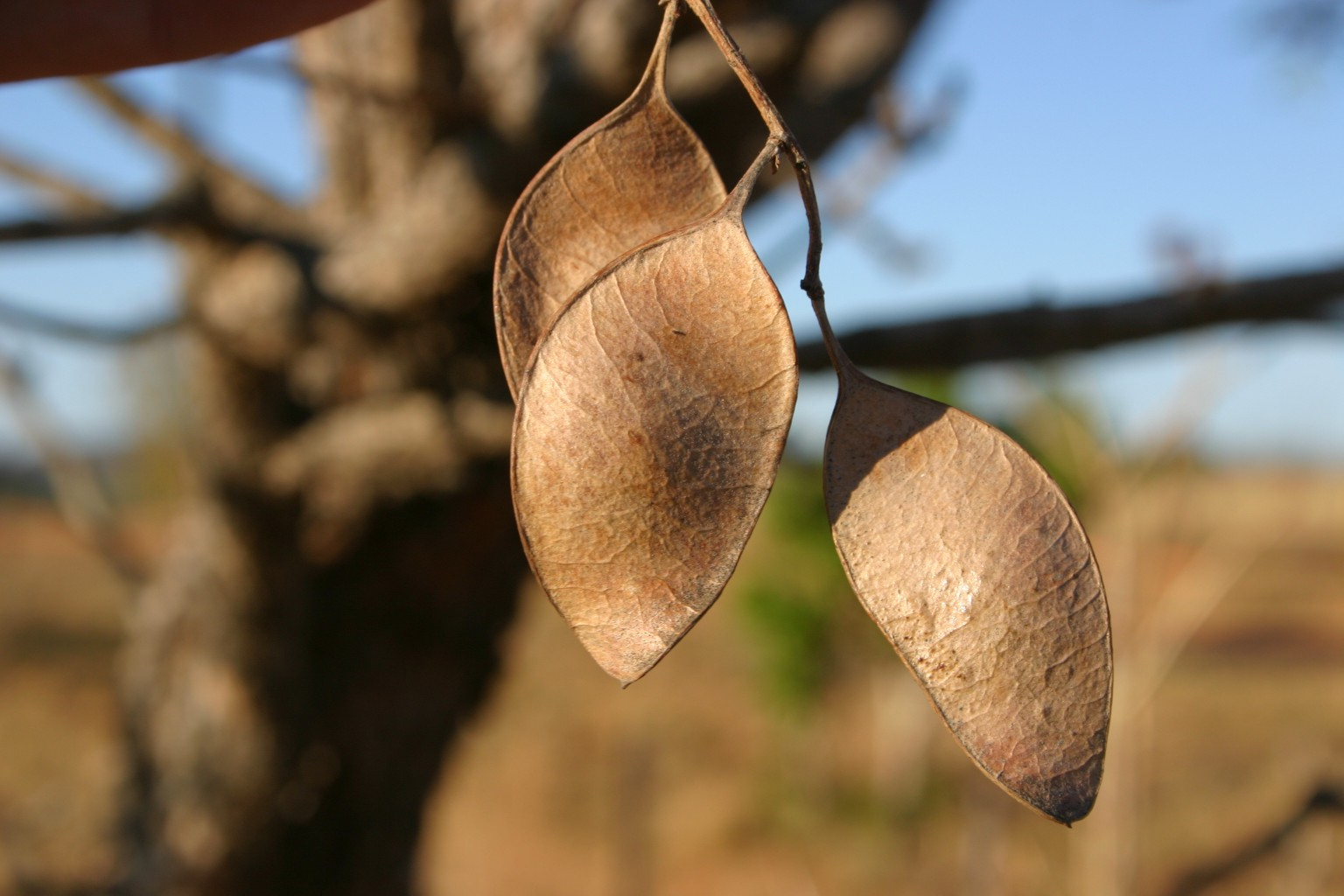

## Liste des variétés
Selon Tropicos (19 juillet 2019) (Attention liste brute contenant possiblement des synonymes) :
- variété Burkea africana var. andongensis Oliv.
- variété Burkea africana var. cordata Welw. ex Oliv.